# Moni Ovadia
Salomone Ovadia, detto Moni (Plovdiv, 16 aprile 1946), è un attore, cantante e scrittore italiano di origine bulgara.

## Biografia
Nato a Plovdiv, in Bulgaria, si trasferisce quasi subito con la famiglia a Milano. La sua è una famiglia di ascendenza ebraica sefardita, ma di fatto impiantata da molti anni in ambiente di cultura yiddish e mitteleuropea. Questa circostanza influenzerà profondamente tutta la sua opera di uomo e di artista, dedito costantemente al recupero e alla rielaborazione del patrimonio artistico, letterario, religioso e musicale degli ebrei dell'Europa orientale.
Ovadia si laurea in scienze politiche all'Università Statale di Milano. Contemporaneamente al suo percorso accademico muove i primi passi artistici sotto la guida di Roberto Leydi, con cui inizia la sua carriera di cantante e musicista nel Gruppo dell'Almanacco Popolare, guidato da Sandra Mantovani.
Nei primi anni settanta è fondatore del Gruppo Folk Internazionale, poi Ensemble Havadià, dove suona il violino, la chitarra e la tromba, con il quale realizza gli album Festa Popolare, Daloy Polizei, Il Nonno di Jonni, Le Mille e una Notte e (già con il nome di Ensemble Havadià) Ensemble Havadià e Specchi. Suonando questo nuovo (per l'epoca) genere musicale, che oggi potremmo definire folk-progressivo, gira i maggiori festival europei di musica folk. Insieme agli Stormy Six anima la cooperativa l'Orchestra, primo esempio di etichetta indipendente italiana.

### Teatro
L'esordio teatrale è del 1984. Nel 1987, per il Festival di cultura ebraica del Teatro Pier Lombardo di Milano (ora Teatro Franco Parenti), è protagonista dello spettacolo Dalla sabbia dal tempo scritto e diretto da Mara Cantoni, che mette in evidenza le sue capacità di attore-cantante. Nel 1990 fonda la TheaterOrchestra e lavora con il CRT Artificio di Milano, con cui produce Golem, che condurrà in tournée a Bari, Milano, Roma, Berlino, Parigi e New York.
Sempre nello stesso anno è Giovanni V, re del Portogallo (attore e voce recitante) nella prima rappresentazione al Teatro Lirico per il teatro alla Scala di Milano di Blimunda di Azio Corghi con i Swingle Singers diretto da Zoltán Peskó.
La grande svolta è lo spettacolo Oylem Goylem ("Il mondo è scemo" in lingua yiddish), con cui si impone all'attenzione del grande pubblico. Lo spettacolo fonde abilmente musica klezmer, che Ovadia canta con voce profonda e appassionata, a riflessioni condotte alla luce della cultura e del witz, il tradizionale umorismo ebraico, a storielle e barzellette. Lo spettacolo fu ripreso dalle reti Rai e, nel 2005, pubblicato in cofanetto e DVD da Einaudi.
Nel 1994 inizia a lavorare con Roberto Andò, all'opera multimediale Frammenti sull'Apocalisse, presentato poi al Festival Roma Europa nel luglio 1995. All'inizio del 1995 allestisce con Mara Cantoni Dybbuk, uno spettacolo sull'Olocausto, che diventa uno egli eventi più importanti della stagione teatrale. Nello stesso anno debutta Taibele e il suo demone, con Pamela Villoresi. Sempre nel 1995 nasce Diario ironico dall'esilio scritto con Andò e prodotto per il Teatro Biondo Stabile di Palermo.
Nel febbraio 1996, con Mara Cantoni e il Piccolo Teatro di Milano, è in scena con Ballata di fine millennio, che porta in tournée in tutta Italia. Nello stesso anno si presenta al Festival di Gibellina con lo spettacolo Pallida madre, tenera sorella, per la regia di Piero Maccarinelli.
Per il Teatro Biondo torna a lavorare nel 1997, ancora una volta con Andò, che dirigerà poi il loro Il caso Kafka. Nell'ottobre 1998 è in scena uno spettacolo prodotto in esclusiva per il Teatro Stabile di Trieste e intitolato Trieste... ebrei e dintorni. Del mese successivo, al Piccolo Teatro di Milano esce: Mame, mamele, mamma, mamà..., che lui scrive dirige e interpreta con la TheaterOrchestra.
Nel dicembre 1999 è la volta di Joss Rakover si rivolge a Dio, seguito l'anno dopo da Tevjie und mir. Da questo spettacolo nel 2002 Ovadia trae e interpreta la versione italiana de Il violinista sul tetto. Nel 2001 debutta uno spettacolo sul denaro, chiamato Il Banchiere errante. Infine nel 2003 ha prodotto il lavoro L'armata a cavallo.
Nel 2005 collabora con i Modena City Ramblers nel loro album dedicato ai 60 anni della liberazione dell'Italia dall'occupazione nazifascista, Appunti partigiani, prestando la propria voce per la canzone Oltre il ponte. Nel 2005 è vincitore del premio Colombe d'Oro per la Pace, premio assegnato annualmente dall'Archivio Disarmo a una personalità distintasi in campo internazionale.
Dal 2003 al 2008, per sei edizioni (due mandati) è stato direttore artistico di Mittelfest di Cividale del Friuli. Nella stagione teatrale 2008/2009 è in tournée con lo spettacolo La bella utopia, sulla storia del comunismo in Unione Sovietica.

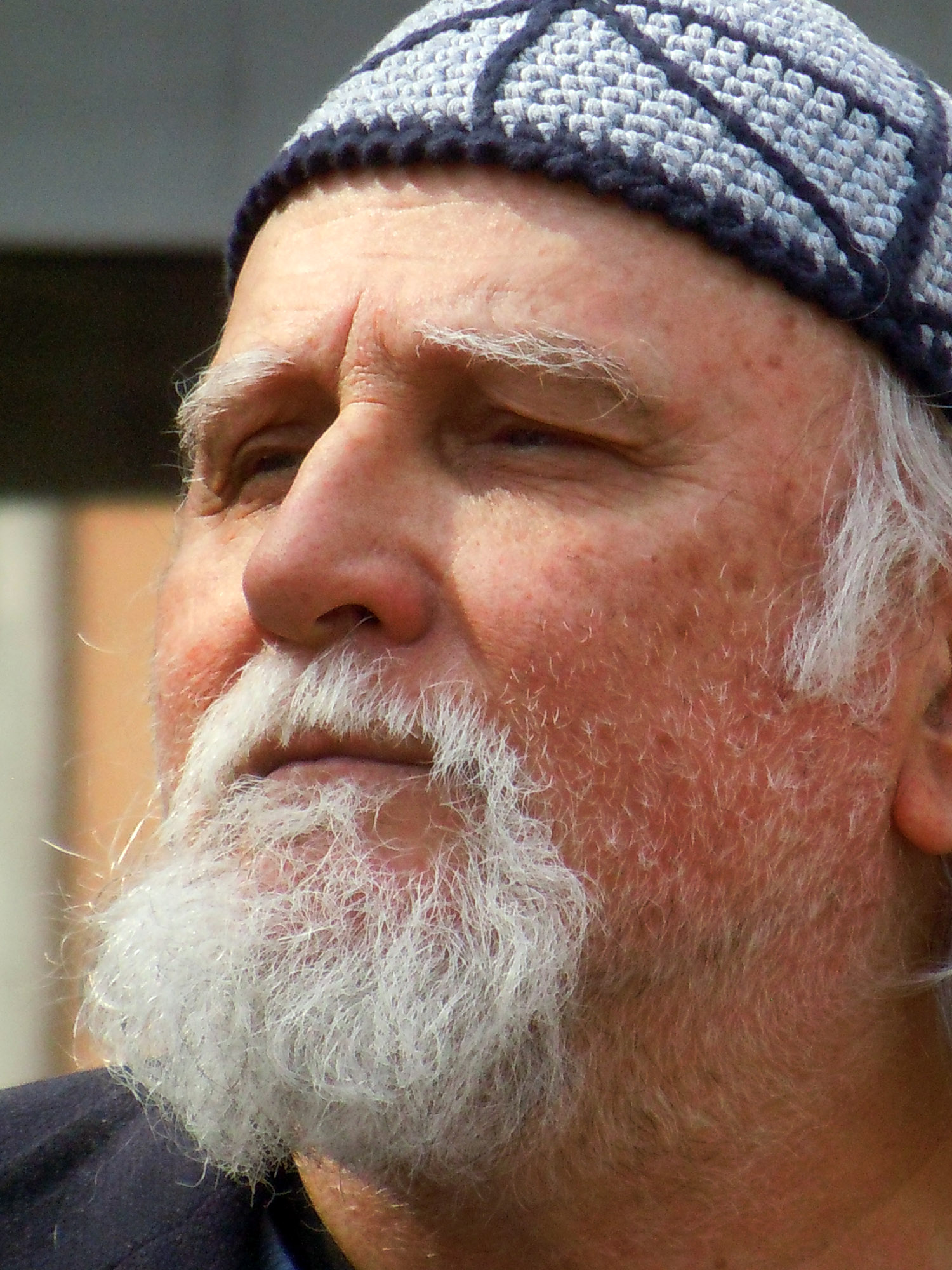
Moni Ovadia nel 2014

Nel 2015 è in scena con Le supplici di Eschilo al teatro greco di Siracusa, regia di Moni Ovadia e Mario Incudine, traduzioni in lingua siciliana di Mario Incudine e Kaballà, musiche originali di Mario Incudine.
Dal dicembre 2020 è direttore generale del Teatro Comunale di Ferrara.

### Cinema, TV e radio
Oltre a spettacoli teatrali Ovadia ha nel proprio curriculum anche partecipazioni a film e programmi televisivi. È stato fra i protagonisti con Bruno Ganz del Diario senza date di Andò, che ha partecipato poi alla Mostra del Cinema di Venezia. In seguito ha prestato il volto ad altri lungometraggi, come La vera vita di Antonio H. di Enzo Monteleone, dove interpreta un musicista ebreo, Caro diario di Nanni Moretti e Facciamo paradiso di Mario Monicelli.
Ha condotto nel 1994 anche il programma radio Note spettinate, andato in onda su Radio2, di cui è stato con Mara Cantoni anche autore.
Nel 2006 interpreta un monaco benedettino nel film Nicola, lì dove sorge il sole per la regia di Vito Giuss Potenza.
Nel 2007 ha partecipato come narratore al film Zero - Inchiesta sull'11 settembre dei registi Franco Fracassi e Francesco Trento, tratto da una sceneggiatura di Giulietto Chiesa.
Nel 2009 ha interpretato un rabbino nel film Mi ricordo Anna Frank.

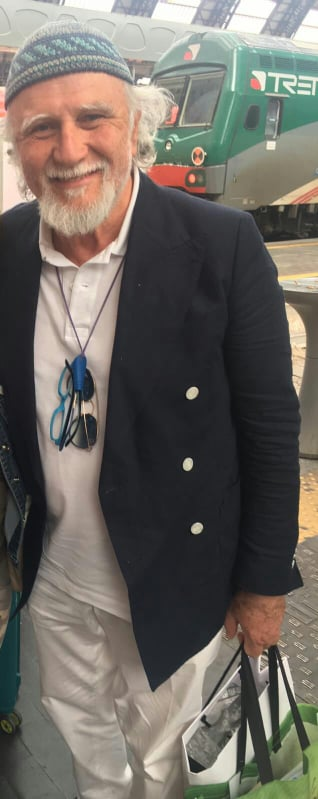
Ovadia nel 2019

Dal 2022 è direttore artistico del Terni Film Festival.

## Attivismo

### Questione israelo-palestinese
Ovadia si definisce ebreo antisionista. Il 29 agosto 2014, poco dopo la prima tregua "duratura" dall'inizio dell'operazione Margine di protezione tra Israele e la striscia di Gaza, Ovadia ha rilasciato un'intervista al Fatto Quotidiano in cui spiega perché sostiene i diritti dei palestinesi e come l'ossessione per la Shoah, insieme all'ultranazionalismo israeliano, siano strumentalizzati da Israele e dalla destra reazionaria di Netanyahu, attraverso la propaganda, per continuare a colonizzare i territori palestinesi e ad uccidere i suoi abitanti.
Dopo lo scoppio della guerra di Gaza nell'ottobre 2023, lo scrittore ha accusato a più riprese Israele di etnocidio e genocidio nei confronti del popolo palestinese e ha criticato la stampa per l'uso improprio del termine antisemitismo, secondo Ovadia strumentalizzato per mettere a tacere i critici delle politiche israeliane, aggiungendo inoltre che in seno a Israele è diffusa "la peggiore idolatria di sempre".
Il 27 gennaio 2025, in occasione di un suo intervento a Torino, ha rincarato la dose, sostenendo che, alla luce della situazione in Medio Oriente, "il Giorno della Memoria ha fallito".

### Ambiente
Nel 2016 ha espresso posizioni vicine al movimento No Cav schierandosi a favore della tutela delle Alpi Apuane.

### Vita politica
Alle elezioni regionali lombarde del 2010 si candida nel listino bloccato del candidato della Federazione della Sinistra (FDS) Vittorio Agnoletto, senza però risultare eletto.
Alle elezioni politiche del 2013 ha dichiarato di votare la lista Rivoluzione Civile di Antonio Ingroia.
Alle elezioni europee del 2014 è invece sceso in campo direttamente candidandosi con la lista L'Altra Europa con Tsipras; a seguito della consultazione elettorale del 25 maggio è stato eletto al Parlamento europeo nella circoscrizione Italia nord-occidentale (che raccoglie i collegi di Piemonte, Lombardia, Liguria e Valle d'Aosta): con 33 478 preferenze, infatti, è finito al primo posto della lista (nella quale sono state elette anche Barbara Spinelli ed Eleonora Forenza), ma ha poi rinunciato al seggio, come annunciato fin dall'inizio, in favore del primo dei non eletti, ossia il capolista Curzio Maltese.

## Vita privata
Ovadia è vegetariano, per ragioni sia di salute sia di etica.
Dal 1997 è sposato con la stilista e costumista Elisa Savi.

## Opere
- Perché no? L'ebreo corrosivo, Milano, Bompiani, 1996. ISBN 88-452-2942-4
- L'ebreo che ride. L'umorismo ebraico in otto lezioni e duecento storielle, Torino, Einaudi, 1998. ISBN 88-06-14916-4
- Oylem Goylem. Il mondo è scemo, Milano, A. Mondadori, 1998. ISBN 88-04-45248-X
- Speriamo che tenga. Viaggio di un saltimbanco sospeso tra cielo e terra, Milano, A. Mondadori, 1998. ISBN 88-04-45623-X
- La Porta di Sion. Trieste, Ebrei e dintorni. Itinerario semiserio in forma di spettacolo della presenza ebraica in città, Gorizia, Libreria editrice goriziana, 1999. ISBN 88-86928-23-8
- Ballata di fine millennio, con Mara Cantoni, Torino, Einaudi, 2000. ISBN 88-06-15210-6
- Vai a te stesso, Torino, Einaudi, 2002. ISBN 88-06-16139-3
- Contro l'idolatria, Torino, Einaudi, 2005. ISBN 88-06-17644-7
- Il principe e il pollo, San Dorligo della Valle, Emme Edizioni, 2006. ISBN 88-7927-862-2
- Lavoratori di tutto il mondo, ridete. La rivoluzione umoristica del comunismo, Torino, Einaudi, 2007. ISBN 978-88-06-18535-0
- Difendere Dio, Brescia, Morcelliana, 2009. ISBN 978-88-372-2326-7
- Per una convivialità delle differenze. In ascolto di altre culture, con Majid Rahnema e Jean-Léonard Touadi, Città di Castello, L'Altrapagina, 2009. ISBN 978-88-87530-28-5
- Binario 21, opera teatrale sul Binario 21, a cura di e con Felice Cappa, Bologna, Corvino Meda-Roma, Rai-Trade, 2010. ISBN 978-88-902950-9-6
- Il conto dell'Ultima cena. Il cibo, lo spirito e l'umorismo ebraico, con Gianni Di Santo, Torino, Einaudi, 2010. ISBN 978-88-06-20035-0
- La memoria. Falcone e Borsellino sono ancora insieme a noi, in AA.VV., Dove Eravamo. Vent'anni dopo Capaci e via D'Amelio, Napoli, Caracò, 2012
- Madre Dignità, Torino, Einaudi, 2012. ISBN 978-88-06-21313-8
- La meravigliosa vita di Jovica Jovic, con Marco Rovelli, Milano, Feltrinelli, 2013. ISBN 978-88-07-17248-9
- Il coniglio Hitler e il cilindro del demagogo, Milano, La nave di Teseo, 2016. ISBN 978-88-9344-081-3

## Filmografia

### Cinema
- Giulia in ottobre, regia di Silvio Soldini (1984)
- Caro diario, regia di Nanni Moretti (1993)
- Un'anima divisa in due, regia di Silvio Soldini (1993)
- La vera vita di Antonio H., regia di Enzo Monteleone (1994)
- Dov'è Yankel, regia di Paolo Rosa – cortometraggio (1994)
- Facciamo paradiso, regia di Mario Monicelli (1995)
- Diario senza date, regia di Roberto Andò (1995)
- Autunno, regia di Nina Di Majo (1999)
- Nicola, lì dove sorge il sole, regia di Vito Giuss Potenza (2006)
- Don Chisciotte e..., regia di Bruno Bigoni (2006)
- Zero - Inchiesta sull'11 settembre, regia di Franco Fracassi e Francesco Trento (2007)
- Mi ricordo Anna Frank, regia di Alberto Negrin  (2009)
- Alma Story, regia di Gerardo Lamattina (2009)
- L'ultimo re di Aurelio Grimaldi (2011)
- Anita B., regia di Roberto Faenza (2014)
- La sindrome di Antonio, regia di Claudio Rossi Massimi (2016)
- Alfradelindian, regia di Rogelio Farfuquino (2019)
- Il diritto alla felicità, regia di Claudio Rossi Massimi (2021)
- L'ombra di Caravaggio, regia di Michele Placido (2022)

## Discografia
- Oltre i confini - ebrei e zingari, con Moni Ovadia Stage Orchestra, Genova, Promo Music Records/Edel, 2011
- Benvenuti nel ghetto, con gli Stormy Six, BTF, 2013

Ha coprodotto anche cd con le musiche di alcuni spettacoli: Oylem Goylem, Dybbuk, Ballata di fine millennio e Nigun.

## Onorificenze
- Nel 1995 il Comune di Firenze gli ha conferito il Sigillo per la pace.
- Nel 2007 l'Università di Pavia gli ha conferito una laurea honoris causa in Lettere.
- Nel 2006 Il comune di Monfalcone gli ha conferito il sigillo della città.
- Nel 2013 il comune di Sinalunga gli ha conferito la cittadinanza onoraria.
- Nel 2019 l'Università di Palermo gli ha conferito una laurea honoris causa in Musicologia e Scienze dello spettacolo.

## Premi
- Il 27 maggio 2010 la Società Psicoanalitica Italiana, in occasione del XV Congresso Nazionale, gli ha conferito il Premio Cesare Musatti.[16]
- Premio Ubu
  - 1995/1996 - Premio speciale